# Eillium Island
Eillium Island ist eine kleine Insel im Archipel der Südlichen Orkneyinseln. Sie liegt 2 km nordwestlich des Route Point, der Nordwestspitze von Laurie Island.
Entdeckt und grob kartiert wurde sie von den Kapitänen George Powell (1794–1824) und Nathaniel Palmer im Dezember 1821. Eine neuerliche Kartierung nahmen 1903 Teilnehmer der Scottish National Antarctic Expedition (1902–1904) vor. Der Expeditionsleiter William Speirs Bruce (1867–1921) benannte sie nach seinem Sohn Eillium Alastair Bruce (1902–1969).